# Halina Talaga
Halina Talaga (ur. 4 stycznia 1948 w Zagórzu koło Wadowic) – polska polityk, posłanka na Sejm IV kadencji.

## Życiorys
Ukończyła w 1966 Technikum Ekonomiczne w Wadowicach. W latach 1966–1989 pracowała jako referentka i specjalistka w różnych przedsiębiorstwach. Przystąpiła do Sojuszu Lewicy Demokratycznej. Sprawowała mandat posła na Sejm IV kadencji z okręgu Chrzanów. Pracowała w Komisji Polityki Społecznej i Rodziny oraz Komisji Ochrony Środowiska, Zasobów Naturalnych i Leśnictwa. Z ramienia SLD kandydowała ponownie do Sejmu w 2005, 2007 i 2015, a w 2014 do sejmiku małopolskiego.